# 이양역
이양역(Iyang station, 梨陽驛)은 경전선의 철도역이다. 1930년 12월 25일에 영업을 시작하여 현재에 이르고 있다. 무궁화호가 1일 8회 정차한다.

## 역사
- 1930년 12월 25일 : 보통역으로 영업 개시[1]
- 1957년 6월 23일 : 역사 준공
- 1991년 1월 1일 : 소화물취급 중지[2]
- 1997년 12월 28일 : 역사 신축 준공
- 2004년 9월 1일 : 화물취급 중지[3]
- 2013년 10월 23일 : 간이역 격하

### 승강장
| ↑능주     |
| 승강장 \| |
| 명봉↓     |

| 승강장 | 경전선 | 무궁화호 | 부산·순천·서광주 방면 |

## 인접한 역
| 경전선         | 경전선          | 경전선         |
| -------------- | --------------- | -------------- |
| 명봉 부전 방면 | 무궁화호 경전선 | 능주 목포 방면 |